# Alfred-Casimir-Alexis Williez
 (décembre 2019).
Alfred Williez est un évêque français né le 16 mai 1836 à Chinon et mort le 25 janvier 1911 à Albi[réf. incomplète]

## Biographie

### Prêtre
Entré au petit séminaire de Tours en 1848, il reçut l'ordination en 1860. Quand il se destina d’abord à l'enseignement ecclésiastique, il fit un long séjour en Allemagne afin de compléter connaissances théologiques. Rentré en France, il fut nommé professeur de rhétorique puis de philosophie au collège Saint-Louis à Tours et devint en 1870 préfet des études dans ce même collège qu'il quitta en 1872 pour occuper la cure d'Yxeures. En 1886, il fut appelé au vicariat général de Tours est nommé archidiacre de Chinon, en même temps qu'il prenait la direction du petit séminaire de Tours.

### Évêque du diocèse d'Arras
Le 2 avril 1892, il a été désigné par le pape Léon XIII pour occuper le siège de l'évêché d'Arras, et il fut consacré le 8 septembre 1892.

### La séparation de l'Église et de l'État
Il géra le dossier de la séparation de l'Église et de l'État en 1906, pour le diocèse d'Arras.
Le 14 décembre 1906, Alfred Williez était expulsé manu militari de l'évêché installé alors au palais Saint-Vaast. La loi de séparation prévoyant un compromis possible que le pape Pie X fit refuser avec intransigeance. Après avoir dressé un dernier inventaire des biens de l'évêché et du séminaire, un ultimatum fut adressé à l'évêque. Williez refusa les solutions. Les autorités durent donc utiliser la contrainte pour le mettre dehors.
Au matin du 14 décembre, le commissaire de police, accompagné d'une force imposante de gendarmes et de soldats du génie, procéda à son expulsion et à son transfert vers le lieu où il avait choisi de se retirer. Juste après lui, les séminaristes qui s'étaient vainement barricadés furent chassés à leur tour.
Pour marquer le refus de la séparation et en stigmatiser l’iniquité aux yeux des fidèles, Williez avait pris le parti de se faire publiquement expulser. Mais une solution de repli avait été préparée au cours de l’été dans le plus grand secret. Le 19 juillet, le chanoine Gustave Mocq, curé doyen de la paroisse Saint-Jean Baptiste à Arras avait acquis discrètement une vaste maison de maître avec dépendances, 6 rue des Fours. Une maison à deux entrées dont le jardin s’ouvre sur le marché aux chevaux, appelé aussi « Quai des Casernes », l’actuel Cours de Verdun. La maison est assez grande pour accueillir l’évêque et les services de l’évêché. C’est là que l’évêque s’installa au matin de son expulsion.
C’est là qu’ont vécu tous les évêques successifs jusqu’à ce jour : Williez, de décembre 1906 à 1911, Émile Lobbedey, Eugène Julien, Henri Dutoit, Victor Perrin, Gérard Huyghe, Henri Derouet, Jean-Paul Jaeger et aujourd'hui Olivier Leborgne.
Le grand séminaire ne trouva pas immédiatement son nouvel emplacement. Il se replia d’abord, très à l’étroit, 26 rue des Promenades dans une modeste propriété où été avait installé en 1870 le séminaire de philosophie, intermédiaire entre le petit séminaire de la rue Baudimont et le grand séminaire du palais Saint-Vaast. En 1912, Lobbedey racheta leur pensionnat, du 103 rue d’Amiens, aux dames bénédictines du Saint-Sacrement, chassées d’Arras par les lois laïques elles aussi en 1906. Le séminaire y fut enfin transplanté en juillet 1914. Deux mois plus tard cependant, aux premiers jours de la première guerre mondiale, Lobbedey mit cet ancien couvent à la disposition de la Croix-Rouge pour en faire un hôpital. Quand après les premiers bombardements sur Arras en octobre 1914, la Croix-Rouge choisit de partir, le 10e corps d’armée investit à son tour les lieux pour y soigner ses malades et ses blessés. Le bâtiment ne redevint grand séminaire qu’en 1919.

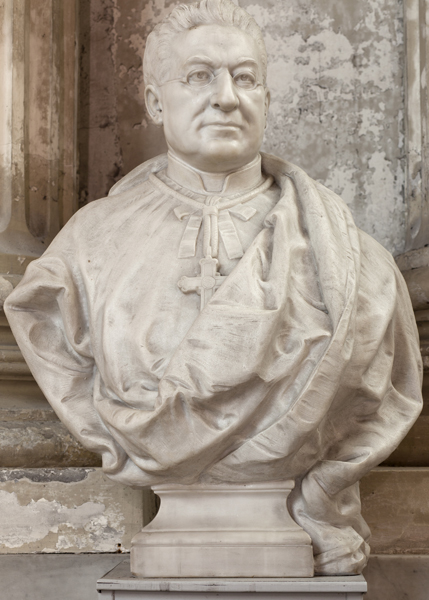
Buste.

Un buste d'Alfred Williez est conservé dans la cathédrale Notre-Dame-et-Saint-Vaast d'Arras.

## Armes
Coupé : au I, parti au 1 de gueules à la croix pattée d'argent touchant les bords de la partition, au 2 burelé d'argent et de gueules de 8 pièces; au II d'azur à l'agneau pascal et triomphant d'argent, laissant échapper d'une blessure un filet de sang de gueules dans un calice d'or, posé sur une plaine de sinople mouvant de la pointe de l'écu, et accompagné en chef de 3 roses d'argent.

## Distinction
- Chevalier de la Légion d'honneur (31 décembre 1895)[3]

## Sources
- Ressource relative à la religion :   - Catholic Hierarchy
- Ressource relative à la vie publique :   - base Léonore
- Notices d'autorité :   - VIAF
  - IdRef
- Archives de l'Évêché d'Arras pour la Séparation de l'Eglise et de l'Etat
- Dossier LH
- Georges Defurne, Fernand Sergeant, Dictionnaire biographique de la ville d’Arras et de son arrondissement, Arras, imprimerie Théry et Plouvier, 1906.